# Gornje Međurovo
Gornje Međurovo (en serbe cyrillique : Горње Међурово) est un village de Serbie situé dans la municipalité de Palilula et sur le territoire de la ville de Niš, district de Nišava. Au recensement de 2011, il comptait 988 habitants.

## Démographie

### Évolution historique de la population
| 1948 | 1953  | 1961  | 1971  | 1981  | 1991  | 2002  | 2011 |
| ---- | ----- | ----- | ----- | ----- | ----- | ----- | ---- |
| 922  | 1 020 | 1 084 | 1 033 | 1 082 | 1 016 | 1 021 | 988  |

|  |